# Merehana gharrei
Merehana gharrei är en insektsart som beskrevs av Kevan, D.K.M. 1957. Merehana gharrei ingår i släktet Merehana och familjen gräshoppor. Inga underarter finns listade i Catalogue of Life.